# 彼得·马内
彼得·马内（1959年3月2日—），斯洛文尼亚前男子手球运动员。他曾代表南斯拉夫国家队参加1980年夏季奥林匹克运动会手球比赛，获得第六名。